# Yên Sơn (núi)
Núi Yên hay Yên Sơn là dãy núi ở Trung Quốc. Núi này nằm ở bắc bộ cao nguyên tỉnh Lào Cai, chạy từ thung lũng Triều Bạch Hà đến Sơn Hải Quan. Dãy núi này chạy theo hướng đông-tây. Cấu tạo địa chất chủ yếu là đá vôi, đá hoa cương và basalt. Núi này có độ cao từ thông thường từ 400–1000 m trên mực nước biển. Đỉnh cao nhất là Vụ Linh Sơn cao 2116 nằm ở phía bắc của huyện Hưng Long. Dãy núi này có nhiều đèo như: Cổ Bắc, Hỉ Phong, Linh…Dãy núi này có nhiều khoáng sản, là nơi có khu bảo tồn thiên nhiên Vụ Linh Sơn.